# Astylosternus diadematus
Astylosternus diadematus là một loài ếch trong họ Astylosternidae.
Nó được tìm thấy ở Cameroon và có thể cả Nigeria.
Các môi trường sống tự nhiên của chúng là rừng ẩm vùng đất thấp nhiệt đới hoặc cận nhiệt đới, vùng núi ẩm nhiệt đới hoặc cận nhiệt đới, sông, và rừng thoái hóa nghiêm trọng.
Nó bị đe dọa do mất môi trường sống.